# Moulage à mousse perdue
En fonderie, le moulage à mousse perdue (PMP) (lost-foam casting en anglais) est un procédé dans lequel un modèle en polystyrène expansé de la pièce à réaliser, noyé dans un bac de sable, est remplacé lors de la coulée par du métal fondu. Le modèle en polystyrène expansé se vaporise à la coulée. Ce procédé est apparu pour la fabrication des pièces de série dans les années 1980. Cette technique s’apparente à la coulée avec moulage en cire perdue.

## Domaines de fabrication
Pièce uniqueLes premières utilisations ont porté sur la réalisation de pièces uniques ou très petites séries dès 1964, de moyens et gros volumes, de conception plus ou moins complexe comme les bâtis de machines-outils ou pièces demandant trop de noyaux sable en moulage traditionnel. En 1967, à la fonderie outillage Peugeot, un soubassement de machine de 10,5 tonnes a été coulé avec un modèle en polystyrène.
Pièces de sérieTrès vite, son emploi dans l’industrie automobile s’est positionné en technique de pointe dès 1988 chez Peugeot pour la fabrication série des pièces brutes de fonderie en fonte et aluminium, d’abord à Sochaux puis dans les autres fonderies du groupe PSA Peugeot Citroën.

## Étapes de fabrication

### Le modèle
Pour la fabrication en grandes séries, le modèle est obtenu par moulage d'une maquette dans des outillages de type moulage par injection utilisé en plasturgie. Cette maquette représente la pièce définitive à obtenir après coulée, mais en tenant compte du retrait du métal après refroidissement.
L’outillage est un moule métallique dans lequel sont injectées des billes de polystyrène à une température de 60  à   120 °C sous une pression de quelques bars. Ces modèles pour la fonderie sont d’un polystyrène expansé (PSE), dont les propriétés physiques sont supérieures à celles du polystyrène utilisé dans les emballages.  

### Assemblage en grappe
Les pièces sont ensuite assemblées en grappe par collage sur un canal de coulée. Cette opération se fait sur une machine automatique pour garantir la bonne géométrie de l'ensemble.

### Poteyage
Les grappes sont trempées dans un bain de barbotine réfractaire et poreuse pour permettre l’évacuation des gaz dus à la combustion du polystyrène et isoler le métal en fusion du sable de moulage. Les pièces sont ensuite séchées avant l’opération de moulage.

### Moulage
La grappe est plongée dans un bac où un sable très sec et fluide est mis en mouvement par des jets d’air. La fluidité du sable permet à celui-ci d’occuper tous les interstices et cavités du modèle de polystyrène, comme s’il s’agissait d’un liquide. Les vibrations soumises au bac accentuent le remplissage homogène et le tassement du sable sur toute la surface de la pièce. Une masse métallique est généralement placée sur la partie supérieure du sable pour maintenir une certaine pression dans l’ensemble.

### Coulée
Le métal en fusion vaporise le polystyrène et prend peu à peu la place de celui-ci. Les gaz produits par la combustion s’échappent sur le dessus du moule et sont enflammés par un brûleur.

### Démoulage
Le sable n’étant mélangé à aucun produit, le décochage et le débourrage sont réduits à leur plus simple expression. La grappe tombe sur une table ou un couloir vibrant perforé. Le sable tombe sur un tapis et, après un simple dépoussiérage et refroidissement, est renvoyé sur le chantier de moulage.

### Parachèvement
Le parachèvement est simplifié car la pièce présente une peau presque parfaite, le sable du moule n’ayant pas adhéré à la pièce, seules quelques traces d’enduit réfractaire sont à grenailler ou sabler. Le meulage de l’attaque de coulée est souvent la seule opération manuelle à effectuer.

## Avantages du procédé
Les avantages par rapport à la coulée par gravité en coquille métallique ou moulage sable sont une meilleure rentabilité, une meilleure qualité, moins de pollution tout en permettant de réaliser des pièces aux formes complexes.
- plus grande liberté de conception de la pièce et très grande précision dimensionnelle,
- le moule d’injection est pratiquement inusable,
- les modèles sont tous identiques et leur légèreté améliore la manutention, le stockage et la logistique,
- les pièces obtenues peuvent avoir des épaisseurs beaucoup plus fines qu’avec le moulage classique,
- la grande précision dimensionnelle permet d’avoir des surépaisseurs d’usinage plus faible,
- opération de parachèvement simplifiée (absence de bavures),
- gain de fabrication de 15 % sur le prix de revient.

## Exemples de pièces de série

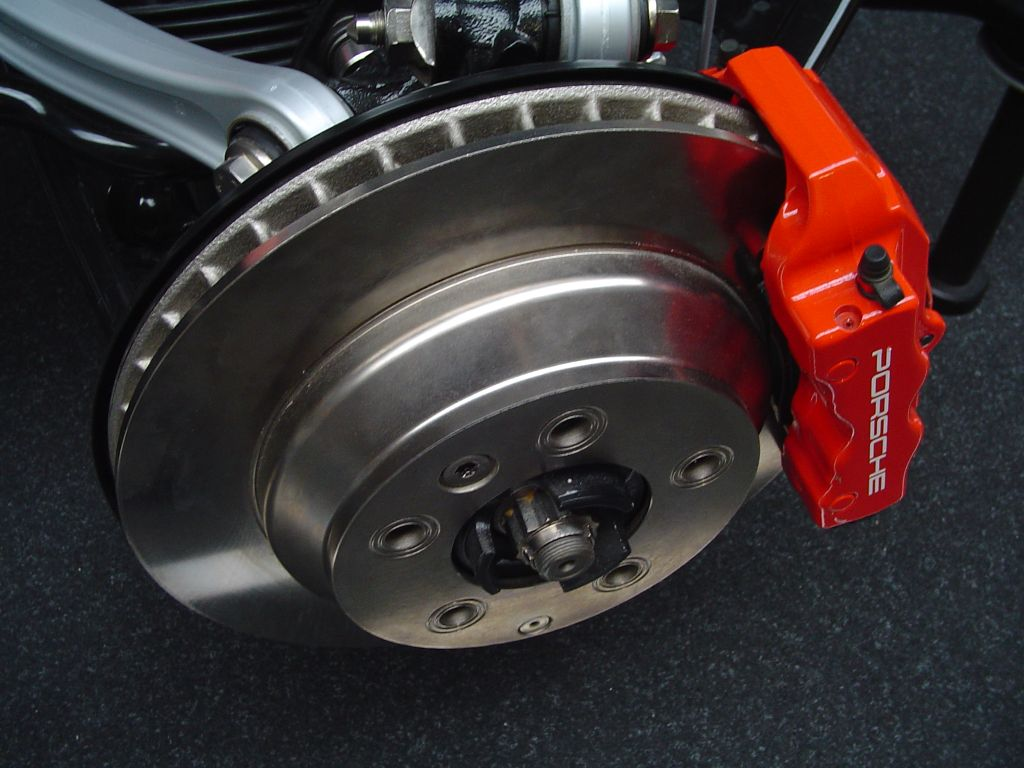
Disque de frein ventilé

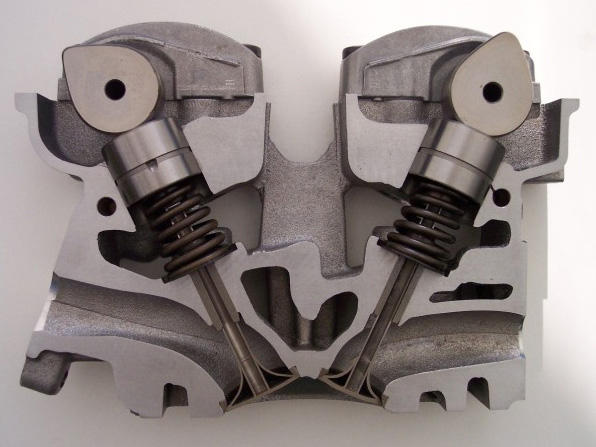
Coupe d’une culasse de moteur

Disque de frein ventilémodèle difficile à réaliser en noyau sable traditionnel à cause de la dispersion dimensionnelle qui, une fois la pièce coulée, occasionne des balourds et une nécessité de rééquilibrage de la pièce une fois usinée. Avec la grande précision des modèles en polystyrène, la pièce coulée présente une répartition des masses parfaite et permet un débourrage facile des alvéoles de refroidissement.
Carter cylindrePour cette pièce, dont le modèle sable nécessite l’assemblage d’une dizaine de noyaux posé entre deux moules en sable, la difficulté est de maintenir les tolérances dimensionnelles et les épaisseurs des toiles. Avec le modèle polystyrène, l’épaisseur des toiles est constante, les surépaisseurs d’usinage sont minimes, ce qui permet un gain de poids très appréciable de la matière coulée et de la pièce finie (plusieurs kg sur un carter cylindre fonte). En fonctionnement, le refroidissement du moteur est plus constant et occasionne moins de contraintes mécaniques.
Culasse de moteurCette pièce, coulée en aluminium, demandait un assemblage de noyaux sable très compliqué. Entre les noyaux des conduits d’admission, des conduits d’échappement, des passages des tiges de soupapes, des passages de l’huile de lubrification de l’arbre à cames, des passages de liquide de refroidissement, des passages des vis de fixation sur le carter cylindre,… le modèle sable était une véritable dentelle, sujet à de nombreux rebuts. Le modèle polystyrène, dont le moule d’injection est certes difficile à réaliser, présente une sécurité dimensionnelle et un respect des toiles entre les différents conduits. De plus, le débourrage et les diverses opérations de parachèvement sont considérablement améliorées.